# Aeroportul Tuanku Tambusai
Aeroportul Tuanku Tambusai (IATA: PPR, ICAO: WIDE) este un aeroport din Pasir Pengarayan⁠(d), Rambah⁠(d), Rokan Hulu⁠(d), Riau⁠(d), Indonezia.
Situat la o altitudine de 64 m, aeroportul dispune de o singură pistă.